# Torneo Clausura 2015 (México)
El Torneo Clausura 2015 fue la edición XCIII del campeonato de liga de la Primera División del fútbol mexicano; se trató del 38.º torneo corto, luego del cambio en el formato de competencia, con el que se cierra la temporada 2014-15.
En la final, el Santos Laguna se enfrentó al Querétaro, siendo la primera final en la historia del equipo queretano. En la final de ida, Santos derrotó 5-0 a los Gallos Blancos (siendo este resultado la mayor goleada en una final de ida en la historia del fútbol mexicano), mientras que en la vuelta Querétaro venció 3-0 a Santos para un global de 5-3, resultado con el que Santos se coronó campeón.
En la jornada 17, dos equipos quedaron implicados en el descenso, Puebla y U de G. El equipo poblano necesitaba de una victoria o un empate ante Santos para permanecer en la Liga MX; mientras que el equipo universitario necesariamente tenía que ganar su partido frente a Cruz Azul y esperar una derrota de La Franja. Al final, Leones Negros venció por marcador de 2 - 0 a la Máquina cementera, pero el empate 2-2 de Puebla con el equipo lagunero le bastó para lograr la permanencia, condenando al equipo tapatío a regresar al Ascenso MX, apenas un año después de haber ascendido.

## Sistema de competición
El torneo de la Liga Bancomer MX, está conformado en dos partes:
- Fase de calificación: Se integra por las 17 jornadas del torneo.
- Fase final: Se integra por los partidos de cuartos de final, semifinal y final.

### Fase de calificación
En la fase de calificación se observará el sistema de puntos. La ubicación en la tabla general está sujeta a lo siguiente:
- Por juego ganado se obtendrán tres puntos.
- Por juego empatado se obtendrá un punto.
- Por juego perdido no se otorgan puntos.

En esta fase participan los 18 clubes de la Liga Bancomer MX jugando en cada torneo todos contra todos durante las 17 jornadas respectivas, a un solo partido.
El orden de los clubes al final de la fase de Calificación del Torneo corresponderá a la suma de los puntos obtenidos por cada uno de ellos y se presentará en forma descendente. Si al finalizar las 17 jornadas del Torneo, dos o más clubes estuviesen empatados en puntos, su posición en la Tabla general será determinada atendiendo a los siguientes criterios de desempate:
1. Mejor diferencia entre los goles anotados y recibidos y goles.
2. Mayor número de goles anotados.
3. Marcadores particulares entre los Clubes empatados.
4. Mayor número de goles anotados como visitante.
5. Mejor ubicado en la Tabla general de cociente
6. Tabla Fair Play
7. Sorteo.

Para determinar los lugares que ocuparán los clubes que participen en la fase final del torneo se tomará como base la Tabla general de clasificación.
Participan automáticamente por el título de Campeón de la Liga Bancomer MX los 8 primeros clubes de la tabla general de clasificación al término de las 17 jornadas.

### Fase final
Los ocho clubes calificados para esta fase del torneo serán reubicados de acuerdo con el lugar que ocupen en la Tabla general al término de la jornada 17, con el puesto del número uno al club mejor clasificado, y así hasta el # 8. Los partidos a esta Fase se desarrollarán a visita, en las siguientes etapas:
- Cuartos de final
- Semifinales
- Final

Los clubes vencedores en los partidos de cuartos de final y semifinal serán aquellos que en los dos juegos anoten el mayor número de goles. De existir empate en el número de goles anotados, la posición se definirá a favor del club con mayor cantidad de goles a favor cuando actúe como visitante.
Si una vez aplicado el criterio anterior los clubes siguieran empatados, se observará la posición de los clubes en la Tabla general de clasificación.
Los partidos correspondientes a la fase final se jugarán obligatoriamente los días miércoles y sábado, y jueves y domingo eligiendo, en su caso, exclusivamente en forma descendente, los cuatro Clubes mejor clasificados en la Tabla general al término de la jornada 17, el día y horario de su partido como local. Los siguientes cuatro Clubes podrán elegir únicamente el horario.
El Club vencedor de la Final y por lo tanto Campeón, será aquel que en los dos partidos anote el mayor número de goles. Si al término del tiempo reglamentario el partido está empatado, se agregarán dos tiempos extras de 15 minutos cada uno. De persistir el empate en estos periodos, se procederá a lanzar tiros penales hasta que resulte un vencedor.
Los partidos de Cuartos de final se jugarán de la siguiente manera:
1.º vs 8.º

2.º vs 7.º

3.º vs 6.º

4.º vs 5.º
En las semifinales participarán los cuatro clubes vencedores de cuartos de final, reubicándolos del uno al cuatro, de acuerdo a su mejor posición en la Tabla general de clasificación al término de la jornada 17 del torneo correspondiente, enfrentándose:
1.º vs 4.º

2.º vs 3.º
Disputarán el título de Campeón del Torneo de Clausura 2015 los dos clubes vencedores de la fase semifinal correspondiente, reubicándolos del uno al dos, de acuerdo a su mejor posición en la Tabla general de clasificación al término de la jornada 17 de cada torneo.

## Información de los equipos
| Equipo      | Entrenador              | Estadio                | Ciudad                    | Patrocinador        | Kit          |
| ----------- | ----------------------- | ---------------------- | ------------------------- | ------------------- | ------------ |
| América     | Gustavo Matosas         | Azteca                 | México, D. F.             | Bimbo               | Nike         |
| Atlas       | Tomás Boy               | Jalisco                | Guadalajara, Jalisco      | Bridgestone         | Puma         |
| Chiapas     | Sergio Bueno            | Víctor Manuel Reyna    | Tuxtla Gutiérrez, Chiapas | Chiapas             | Pirma        |
| Cruz Azul   | Luis Fernando Tena      | Azul                   | México, D. F.             | Cemento Cruz Azul   | Under Armour |
| Guadalajara | José Manuel de la Torre | Omnilife               | Guadalajara, Jalisco      | Bimbo               | Adidas       |
| León        | Juan Antonio Pizzi      | León                   | León, Guanajuato          | Telcel              | Pirma        |
| Monterrey   | Antonio Mohamed         | Tecnológico            | Monterrey, Nuevo León     | Bimbo               | Puma         |
| Morelia     | Roberto Hernández Ayala | Morelos                | Morelia, Michoacán        | Bridgestone         | Joma         |
| Pachuca     | Diego Alonso            | Hidalgo                | Pachuca, Hidalgo          | Cementos Fortaleza  | Nike         |
| Puebla      | José Guadalupe Cruz     | Olímpico de la BUAP    | Puebla, Puebla            | EA Sports           | Charly       |
| Querétaro   | Víctor Manuel Vucetich  | Corregidora            | Querétaro, Querétaro      | Banco Multiva       | Puma         |
| Santos      | Pedro Caixinha          | Corona                 | Torreón, Coahuila         | Soriana             | Puma         |
| Tigres      | Ricardo Ferretti        | Universitario          | Monterrey, Nuevo León     | Cemex               | Adidas       |
| Tijuana     | Daniel Guzmán           | Caliente               | Tijuana, Baja California  | Caliente            | Adidas       |
| Toluca      | José Saturnino Cardozo  | Nemesio Díez           | Toluca, México            | Banamex / Chevrolet | Under Armour |
| U. de G.    | Alfonso Sosa            | Jalisco                | Guadalajara, Jalisco      | Electrolit          | Lotto        |
| UNAM        | Guillermo Vázquez       | Olímpico Universitario | México, D. F.             | Banamex             | Nike         |
| Veracruz    | Carlos Reinoso          | Luis "Pirata" Fuente   | Veracruz, Veracruz        | Winpot Casino       | Charly       |

### Equipos por Entidad Federativa
Para la temporada 2014-15, las entidades federativas de la República Mexicana con más equipos en la Primera División son el Distrito Federal y Jalisco con tres equipos.
| Santos Pachuca Monterrey Tigres Morelia Atlas Guadalajara U de G Chiapas Tijuana Puebla Toluca América Cruz Azul UNAM León Veracruz Querétaro |

| Entidad Federativa | N.º | Equipos                     |
| ------------------ | --- | --------------------------- |
| Distrito Federal   | 3   | América, Cruz Azul y UNAM   |
| Jalisco            | 3   | Atlas, Guadalajara y U de G |
| Nuevo León         | 2   | Monterrey y Tigres          |
| Baja California    | 1   | Tijuana                     |
| Chiapas            | 1   | Chiapas                     |
| Coahuila           | 1   | Santos                      |
| Estado de México   | 1   | Toluca                      |
| Guanajuato         | 1   | León                        |
| Hidalgo            | 1   | Pachuca                     |
| Michoacán          | 1   | Morelia                     |
| Puebla             | 1   | Puebla                      |
| Querétaro          | 1   | Querétaro                   |
| Veracruz           | 1   | Veracruz                    |

### Cambios de entrenadores
| Equipo           | Entrenador (jornadas)                              |
| ---------------- | -------------------------------------------------- |
| CF Monterrey     | Carlos Barra (1-6) Antonio Mohamed (7-17)          |
| Monarcas Morelia | Alfredo Tena (1-7) Roberto Hernández Ayala (8-17)  |
| Querétaro FC     | Ignacio Ambriz (1-7) Víctor Manuel Vucetich (8-17) |

### Estadios
|                                                                          |                                                                                       |                                                                                   |
|                                                                          |                                                                                       |                                                                                   |
| Estadio Azteca Ciudad: Ciudad de México Capacidad: 103 000 Club: América | Estadio Olímpico Universitario Ciudad: Ciudad de México Capacidad: 63.186 Club: UNAM  | Estadio Jalisco Ciudad: Guadalajara Capacidad: 56.713 Club: Atlas y Leones Negros |
|                                                                          |                                                                                       |                                                                                   |
| Estadio Omnilife Ciudad: Guadalajara Capacidad: 49,850 Club: Guadalajara | Estadio Universitario Ciudad: Monterrey Capacidad: 42.000 Club: Tigres                | Estadio Morelos Ciudad: Morelia Capacidad: 41.056 Club: Monarcas Morelia          |
|                                                                          |                                                                                       |                                                                                   |
| Estadio Corregidora Ciudad: Querétaro Capacidad: 38.575 Club: Querétaro  | Estadio Tecnológico Ciudad: Monterrey Capacidad: 36.485 Club: Monterrey               | Estadio Azul Ciudad: Ciudad de México Capacidad: 35.161 Club: Cruz Azul           |
|                                                                          |                                                                                       |                                                                                   |
| Estadio León Ciudad: León Capacidad: 33.943 Club: León                   | Estadio Víctor Manuel Reyna Ciudad: Tuxtla Gutiérrez Capacidad: 30.222 Club: Jaguares | Estadio Hidalgo Ciudad: Pachuca Capacidad: 30,024 Club: Pachuca                   |
|                                                                          |                                                                                       |                                                                                   |
| Estadio TSM Corona Ciudad: Torreón Capacidad: 30.000 Club: Santos        | Estadio Luis "Pirata" Fuente Ciudad:Veracruz Capacidad:30.000 Club: Veracruz          | Estadio Nemesio Díez Ciudad: Toluca Capacidad: 27,000 Club: Toluca                |
|                                                                          |                                                                                       |                                                                                   |
| Estadio Caliente Ciudad: Tijuana Capacidad: 29,333 Club: Tijuana         | Estadio Olímpico de la BUAP Ciudad: Puebla Capacidad: 21.750 Club: Puebla             |                                                                                   |

## Torneo regular
- Los horarios son correspondientes al Tiempo del Centro de México (UTC-6 y UTC-5 en horario de verano).[2]
- El Calendario completo se encuentra en la página oficial: http://www.ligamx.net/

| Santos   | 1 - 2 | Veracruz    | TSM Corona             | 9 de enero  | 20:00 | Azteca SKY             |
| Morelia  | 0 - 0 | Toluca      | Morelos                | 9 de enero  | 21:30 | Azteca 7               |
| Puebla   | 2 - 1 | Tijuana     | Olímpico de la BUAP    | 10 de enero | 17:00 | Azteca Trece           |
| América  | 3 - 2 | León        | Azteca                 | 10 de enero | 17:00 | Canal de las Estrellas |
| Tigres   | 0 - 1 | Atlas       | Universitario          | 10 de enero | 19:00 | Televisa SKY           |
| Pachuca  | 0 - 1 | Cruz Azul   | Hidalgo                | 10 de enero | 21:00 | FOX Sports 2           |
| Chiapas  | 2 - 1 | Guadalajara | Víctor Manuel Reyna    | 10 de enero | 21:00 | Foro TV                |
| UNAM     | 1 - 1 | Querétaro   | Olímpico Universitario | 11 de enero | 12:00 | Canal de las Estrellas |
| U. de G. | 1 - 0 | Monterrey   | Jalisco                | 11 de enero | 17:00 | ESPN 2                 |

| Querétaro   | 1 - 0 | U. de G. | La Corregidora     | 16 de enero | 19:30            | Azteca SKY             |
| Veracruz    | 3 - 1 | Puebla   | Luis Pirata Fuente | 16 de enero | 20:30            | Gala TV                |
| Tijuana     | 1 - 0 | América  | Caliente           | 16 de enero | 21:30 (19:30 HL) | Azteca 7               |
| Cruz Azul   | 1 - 0 | Santos   | Azul               | 17 de enero | 17:00            | Azteca Trece           |
| Monterrey   | 1 - 0 | Pachuca  | Tecnológico        | 17 de enero | 19:00            | Gala TV                |
| León        | 0 - 1 | Tigres   | León               | 17 de enero | 20:06            | FOX Sports             |
| Atlas       | 2 - 1 | Morelia  | Tres de Marzo      | 17 de enero | 21:00            | Gala TV                |
| Toluca      | 3 - 0 | Chiapas  | Nemesio Diez       | 18 de enero | 12:00            | Canal de las Estrellas |
| Guadalajara | 2 - 1 | UNAM     | Omnilife           | 18 de enero | 17:00            | Canal de las Estrellas |

| Morelia  | 0 - 0 | León        | Morelos                | 23 de enero | 19:30 | Azteca 7               |
| Veracruz | 0 - 0 | Cruz Azul   | Luis Pirata Fuente     | 23 de enero | 20:30 | Gala TV                |
| Santos   | 4 - 1 | Monterrey   | TSM Corona             | 23 de enero | 21:30 | Azteca 7               |
| América  | 0 - 0 | Puebla      | Azteca                 | 24 de enero | 17:00 | TDN                    |
| Tigres   | 1 - 2 | Tijuana     | Universitario          | 24 de enero | 19:00 | Gala TV                |
| Pachuca  | 2 - 1 | Querétaro   | Hidalgo                | 24 de enero | 20:06 | FOX Sports             |
| Chiapas  | 3 - 1 | Atlas       | Víctor Manuel Reyna    | 24 de enero | 21:00 | Gala TV                |
| UNAM     | 3 - 2 | Toluca      | Olímpico Universitario | 25 de enero | 12:00 | Canal de las Estrellas |
| U. de G. | 1 - 1 | Guadalajara | Jalisco                | 25 de enero | 17:00 | ESPN 2                 |

| Querétaro   | 0 - 1 | Santos    | La Corregidora      | 30 de enero  | 19:30 | Azteca 7               |
| Tijuana     | 4 - 2 | Morelia   | Caliente            | 30 de enero  | 21:30 | Azteca SKY             |
| Puebla      | 0 - 0 | Cruz Azul | Olímpico de la BUAP | 31 de enero  | 17:00 | Azteca Trece           |
| América     | 1 - 0 | Tigres    | Azteca              | 31 de enero  | 17:00 | Canal de las Estrellas |
| Monterrey   | 1 - 1 | Veracruz  | Tecnológico         | 31 de enero  | 19:00 | Gala TV                |
| Guadalajara | 1 - 0 | Pachuca   | Omnilife            | 31 de enero  | 19:00 | TDN                    |
| León        | 1 - 1 | Chiapas   | León                | 31 de enero  | 20:06 | FOX Sports             |
| Atlas       | 1 - 1 | UNAM      | Jalisco             | 31 de enero  | 21:00 | Gala TV                |
| Toluca      | 3 - 1 | U. de G.  | Nemesio Diez        | 1 de febrero | 12:00 | TDN                    |

| Morelia   | 2 - 2 | América     | Morelos                | 6 de febrero | 19:30 | Azteca 7               |
| Veracruz  | 1 - 1 | Querétaro   | Luis Pirata Fuente     | 6 de febrero | 20:30 | Gala TV                |
| Santos    | 1 - 0 | Guadalajara | TSM Corona             | 6 de febrero | 21:30 | Azteca 7               |
| Cruz Azul | 1 - 0 | Monterrey   | Azul                   | 7 de febrero | 17:00 | Azteca Trece           |
| Tigres    | 1 - 0 | Puebla      | Universitario          | 7 de febrero | 19:00 | Gala TV                |
| Pachuca   | 1 - 1 | Toluca      | Hidalgo                | 7 de febrero | 20:06 | FOX Sports             |
| Chiapas   | 2 - 2 | Tijuana     | Víctor Manuel Reyna    | 7 de febrero | 21:00 | Gala TV                |
| UNAM      | 1 - 3 | León        | Olímpico Universitario | 8 de febrero | 12:00 | Canal de las Estrellas |
| U. de G.  | 0 - 2 | Atlas       | Jalisco                | 8 de febrero | 17:00 | ESPN 2                 |

| Querétaro   | 1 - 2 | Cruz Azul | La Corregidora      | 13 de febrero | 19:30 | Azteca 7               |
| Tijuana     | 3 - 0 | UNAM      | Caliente            | 13 de febrero | 21:30 | Azteca 7               |
| Puebla      | 2 - 0 | Monterrey | Olímpico de la BUAP | 14 de febrero | 17:00 | Azteca SKY             |
| América     | 5 - 0 | Chiapas   | Azteca              | 14 de febrero | 17:00 | Canal de las Estrellas |
| Tigres      | 1 - 0 | Morelia   | Universitario       | 14 de febrero | 19:00 | Gala TV                |
| León        | 2 - 1 | U. de G.  | León                | 14 de febrero | 20:06 | FOX Sports             |
| Atlas       | 1 - 3 | Pachuca   | Jalisco             | 14 de febrero | 21:00 | TDN                    |
| Toluca      | 2 - 2 | Santos    | Nemesio Diez        | 15 de febrero | 12:00 | Canal de las Estrellas |
| Guadalajara | 0 - 0 | Veracruz  | Omnilife            | 15 de febrero | 17:00 | Canal de las Estrellas |

| Morelia   | 1 - 2 | Puebla      | Morelos                | 20 de febrero | 19:30 | Azteca SKY             |
| Veracruz  | 3 - 0 | Toluca      | Luis Pirata Fuente     | 20 de febrero | 20:30 | Gala TV                |
| Santos    | 0 - 1 | Atlas       | TSM Corona             | 20 de febrero | 21:30 | Azteca 7               |
| Cruz Azul | 1 - 2 | Guadalajara | Azul                   | 21 de febrero | 17:00 | Azteca Trece           |
| Monterrey | 2 - 1 | Querétaro   | Tecnológico            | 21 de febrero | 19:00 | Gala TV                |
| Pachuca   | 2 - 1 | León        | Hidalgo                | 21 de febrero | 20:06 | FOX Sports             |
| Chiapas   | 1 - 0 | Tigres      | Víctor Manuel Reyna    | 21 de febrero | 21:00 | Televisa SKY           |
| UNAM      | 0 - 1 | América     | Olímpico Universitario | 22 de febrero | 12:00 | Canal de las Estrellas |
| U. de G.  | 0 - 1 | Tijuana     | Jalisco                | 22 de febrero | 17:00 | ESPN 2                 |

| Morelia     | 3 - 2 | Chiapas   | Morelos             | 27 de febrero | 19:00 | Azteca 7               |
| Tijuana     | 3 - 2 | Pachuca   | Caliente            | 27 de febrero | 21:30 | Azteca 7               |
| Puebla      | 4 - 1 | Querétaro | Olímpico de la BUAP | 28 de febrero | 17:00 | Azteca Trece           |
| América     | 0 - 1 | U. de G.  | Azteca              | 28 de febrero | 17:00 | TDN                    |
| Tigres      | 3 - 0 | UNAM      | Universitario       | 28 de febrero | 19:00 | Gala TV                |
| León        | 2 - 1 | Santos    | León                | 28 de febrero | 20:06 | FOX Sports             |
| Atlas       | 0 - 3 | Veracruz  | Jalisco             | 28 de febrero | 21:00 | Gala TV                |
| Toluca      | 1 - 0 | Cruz Azul | Nemesio Diez        | 1 de marzo    | 12:00 | Canal de las Estrellas |
| Guadalajara | 3 - 0 | Monterrey | Omnilife            | 1 de marzo    | 17:00 | Canal de las Estrellas |

| Veracruz  | 1 - 0 | León        | Luis Pirata Fuente     | 6 de marzo | 19:00 | TDN                    |
| Querétaro | 1 - 0 | Guadalajara | La Corregidora         | 6 de marzo | 19:30 | Azteca 7               |
| Cruz Azul | 1 - 1 | Atlas       | Azul                   | 7 de marzo | 17:00 | Azteca Trece           |
| Monterrey | 3 - 2 | Toluca      | Tecnológico            | 7 de marzo | 19:00 | Gala TV                |
| Santos    | 1 - 1 | Tijuana     | TSM Corona             | 7 de marzo | 19:00 | Azteca SKY             |
| Pachuca   | 0 - 0 | América     | Hidalgo                | 7 de marzo | 20:06 | FOX Sports             |
| Chiapas   | 2 - 2 | Puebla      | Víctor Manuel Reyna    | 7 de marzo | 21:00 | Gala TV                |
| UNAM      | 2 - 1 | Morelia     | Olímpico Universitario | 8 de marzo | 12:00 | Canal de las Estrellas |
| U. de G.  | 2 - 1 | Tigres      | Jalisco                | 8 de marzo | 17:00 | ESPN 2                 |

| Morelia | 0 - 1 | U. de G.    | Morelos             | 13 de marzo | 19:00 | Azteca 7               |
| Tijuana | 3 - 1 | Veracruz    | Caliente            | 13 de marzo | 21:30 | Azteca 7               |
| Puebla  | 1 - 2 | Guadalajara | Olímpico de la BUAP | 14 de marzo | 17:00 | Azteca Trece           |
| América | 1 - 0 | Santos      | Azteca              | 14 de marzo | 17:00 | Canal de las Estrellas |
| Tigres  | 2 - 1 | Pachuca     | Tecnológico         | 14 de marzo | 19:00 | Gala TV                |
| León    | 2 - 2 | Cruz Azul   | Nou Camp            | 14 de marzo | 20:06 | FOX Sports             |
| Atlas   | 2 - 1 | Monterrey   | Jalisco             | 14 de marzo | 21:00 | TDN                    |
| Chiapas | 0 - 2 | UNAM        | Víctor Manuel Reyna | 14 de marzo | 21:00 | Gala TV                |
| Toluca  | 1 - 0 | Querétaro   | Nemesio Díez        | 15 de marzo | 12:00 | Canal de las Estrellas |

| Querétaro   | 2 - 0 | Atlas   | La Corregidora         | 20 de marzo | 19:00 | Azteca 7               |
| Veracruz    | 4 - 0 | América | Luis Pirata Fuente     | 20 de marzo | 20:30 | Gala TV                |
| Santos      | 2 - 2 | Tigres  | TSM Corona             | 20 de marzo | 21:30 | Azteca 7               |
| Cruz Azul   | 2 - 1 | Tijuana | Azul                   | 21 de marzo | 17:00 | Azteca SKY             |
| Monterrey   | 5 - 1 | León    | Tecnológico            | 21 de marzo | 19:00 | Televisa SKY           |
| Pachuca     | 2 - 0 | Morelia | Hidalgo                | 21 de marzo | 20:06 | FOX Sports             |
| U. de G.    | 0 - 1 | Chiapas | Jalisco                | 21 de marzo | 21:00 | ESPN 2                 |
| UNAM        | 2 - 1 | Puebla  | Olímpico Universitario | 22 de marzo | 12:00 | Canal de las Estrellas |
| Guadalajara | 1 - 0 | Toluca  | Omnilife               | 22 de marzo | 17:00 | Canal de las Estrellas |

| Morelia | 0 - 1 | Santos      | Morelos                | 3 de abril | 19:30 | Azteca SKY             |
| Puebla  | 0 - 1 | Toluca      | Olímpico de la BUAP    | 4 de abril | 17:00 | Azteca SKY             |
| América | 1 - 0 | Cruz Azul   | Azteca                 | 4 de abril | 17:00 | Canal de las Estrellas |
| Tigres  | 3 - 1 | Veracruz    | Universitario          | 4 de abril | 19:00 | Televisa SKY           |
| Chiapas | 2 - 2 | Pachuca     | Víctor Manuel Reyna    | 4 de abril | 19:00 | Gala TV                |
| León    | 4 - 5 | Querétaro   | Nou Camp               | 4 de abril | 20:06 | FOX Sports             |
| Tijuana | 3 - 4 | Monterrey   | Caliente               | 4 de abril | 21:00 | Azteca SKY             |
| Atlas   | 1 - 1 | Guadalajara | Jalisco                | 4 de abril | 21:00 | Gala TV                |
| UNAM    | 2 - 0 | U. de G.    | Olímpico Universitario | 5 de abril | 12:00 | TDN                    |

| Querétaro   | 2 - 1 | Tijuana | Corregidora          | 10 de abril | 19:00 | Azteca 7               |
| Veracruz    | 1 - 1 | Morelia | Luis "Pirata" Fuente | 10 de abril | 20:30 | Gala TV                |
| Santos      | 4 - 3 | Chiapas | TSM Corona           | 10 de abril | 21:30 | Azteca 7               |
| Cruz Azul   | 2 - 0 | Tigres  | Azul                 | 11 de abril | 17:00 | Azteca Trece           |
| Monterrey   | 1 - 1 | América | Tecnológico          | 11 de abril | 19:00 | Gala TV                |
| Pachuca     | 3 - 1 | UNAM    | Estadio Hidalgo      | 11 de abril | 20:06 | FOX Sports             |
| U. de G.    | 1 - 1 | Puebla  | Jalisco              | 11 de abril | 21:00 | ESPN 2                 |
| Toluca      | 0 - 0 | Atlas   | Nemesio Díez         | 12 de abril | 12:00 | Canal de las Estrellas |
| Guadalajara | 1 - 0 | León    | Omnilife             | 12 de abril | 17:00 | Canal de las Estrellas |

| Morelia  | 2 - 0 | Cruz Azul   | Morelos                | 17 de abril | 19:30 | Azteca 7               |
| Chiapas  | 1 - 1 | Veracruz    | Víctor Manuel Reyna    | 17 de abril | 20:30 | Gala TV                |
| Tijuana  | 1 - 1 | Guadalajara | Caliente               | 17 de abril | 21:30 | Azteca 7               |
| Puebla   | 0 - 1 | Atlas       | Olímpico de la BUAP    | 18 de abril | 17:00 | Azteca Trece           |
| América  | 0 - 4 | Querétaro   | Azteca                 | 18 de abril | 17:00 | Canal de las estrellas |
| Tigres   | 3 - 0 | Monterrey   | Universitario          | 18 de abril | 19:00 | Gala TV                |
| León     | 1 - 1 | Toluca      | León                   | 18 de abril | 20:06 | FOX Sports             |
| UNAM     | 1 - 0 | Santos      | Olímpico Universitario | 19 de abril | 12:00 | TDN                    |
| U. de G. | 1 - 1 | Pachuca     | Jalisco                | 19 de abril | 17:00 | ESPN 2                 |

| Querétaro   | 1 - 3 | Tigres   | La Corregidora     | 24 de abril | 19:30 | Azteca SKY             |
| Veracruz    | 3 - 3 | UNAM     | Luis Pirata Fuente | 24 de abril | 20:30 | Gala TV                |
| Santos      | 1 - 0 | U. de G. | TSM Corona         | 24 de abril | 21:30 | Azteca 7               |
| Cruz Azul   | 0 - 1 | Chiapas  | Azul               | 25 de abril | 17:00 | Azteca Trece           |
| Monterrey   | 1 - 0 | Morelia  | Tecnológico        | 25 de abril | 19:00 | Televisa SKY           |
| Pachuca     | 2 - 1 | Puebla   | Hidalgo            | 25 de abril | 20:06 | FOX Sports             |
| Atlas       | 3 - 2 | León     | Jalisco            | 25 de abril | 21:00 | Gala TV                |
| Toluca      | 2 - 0 | Tijuana  | Nemesio Diez       | 26 de abril | 12:00 | TDN                    |
| Guadalajara | 1 - 1 | América  | Omnilife           | 26 de abril | 18:30 | Canal de las Estrellas |

| Morelia  | 1 - 2 | Querétaro   | Morelos                | 1 de mayo | 19:30 | Azteca 7               |
| Tijuana  | 1 - 2 | Atlas       | Caliente               | 1 de mayo | 21:30 | Azteca SKY             |
| Puebla   | 2 - 0 | León        | Olímpico de la BUAP    | 2 de mayo | 17:00 | Azteca SKY             |
| América  | 3 - 1 | Toluca      | Azteca                 | 2 de mayo | 19:00 | Canal de las Estrellas |
| Tigres   | 2 - 1 | Guadalajara | Universitario          | 2 de mayo | 19:00 | Foro TV                |
| Pachuca  | 2 - 3 | Santos      | Hidalgo                | 2 de mayo | 19:00 | FOX Sports             |
| Chiapas  | 0 - 2 | Monterrey   | Víctor Manuel Reyna    | 2 de mayo | 21:00 | Televisa SKY           |
| UNAM     | 0 - 1 | Cruz Azul   | Olímpico Universitario | 3 de mayo | 12:00 | Canal de las Estrellas |
| U. de G. | 1 - 2 | Veracruz    | Jalisco                | 3 de mayo | 17:00 | ESPN 2                 |

| Querétaro   | 1 - 0 | Chiapas  | La Corregidora     | 8 de mayo  | 19:30 | Azteca SKY             |
| Veracruz    | 1 - 2 | Pachuca  | Luis Pirata Fuente | 8 de mayo  | 20:30 | TDN                    |
| Monterrey   | 2 - 2 | UNAM     | Tecnológico        | 9 de mayo  | 19:00 | Gala TV                |
| León        | 6 - 2 | Tijuana  | León               | 9 de mayo  | 20:06 | FOX Sports             |
| Santos      | 2 - 2 | Puebla   | TSM Corona         | 9 de mayo  | 20:30 | ESPN                   |
| Cruz Azul   | 0 - 2 | U. de G. | Azul               | 9 de mayo  | 20:30 | ESPN 2                 |
| Atlas       | 1 - 2 | América  | Jalisco            | 9 de mayo  | 21:00 | Gala TV                |
| Toluca      | 0 - 0 | Tigres   | Nemesio Diez       | 10 de mayo | 12:00 | Canal de las Estrellas |
| Guadalajara | 2 - 3 | Morelia  | Omnilife           | 10 de mayo | 17:00 | TDN                    |

## Tabla general
| Pos. | Equipo            | Pts. | PJ | G | E | P  | GF | GC | Dif. | Clasificación                   |
| ---- | ----------------- | ---- | -- | - | - | -- | -- | -- | ---- | ------------------------------- |
| 1    | Tigres UANL       | 29   | 17 | 9 | 2 | 6  | 23 | 15 | +8   | Cuartos de final de la liguilla |
| 2    | América           | 29   | 17 | 8 | 5 | 4  | 21 | 18 | +3   | Cuartos de final de la liguilla |
| 3    | Veracruz          | 28   | 17 | 7 | 7 | 3  | 29 | 19 | +10  | Cuartos de final de la liguilla |
| 4    | Atlas             | 28   | 17 | 8 | 4 | 5  | 20 | 21 | −1   | Cuartos de final de la liguilla |
| 5    | Guadalajara       | 26   | 17 | 7 | 5 | 5  | 20 | 16 | +4   | Cuartos de final de la liguilla |
| 6    | Querétaro         | 26   | 17 | 8 | 2 | 7  | 25 | 23 | +2   | Cuartos de final de la liguilla |
| 7    | Pachuca           | 25   | 17 | 7 | 4 | 6  | 25 | 21 | +4   | Cuartos de final de la liguilla |
| 8    | Santos Laguna (C) | 25   | 17 | 7 | 4 | 6  | 24 | 21 | +3   | Cuartos de final de la liguilla |
| 9    | Cruz Azul         | 25   | 17 | 7 | 4 | 6  | 14 | 14 | 0    |                                 |
| 10   | Toluca            | 24   | 17 | 6 | 6 | 5  | 20 | 18 | +2   |                                 |
| 11   | Tijuana           | 24   | 17 | 7 | 3 | 7  | 30 | 30 | 0    |                                 |
| 12   | Monterrey         | 24   | 17 | 7 | 3 | 7  | 24 | 27 | −3   |                                 |
| 13   | UNAM              | 22   | 17 | 6 | 4 | 7  | 22 | 27 | −5   |                                 |
| 14   | Puebla            | 20   | 17 | 5 | 5 | 7  | 21 | 20 | +1   |                                 |
| 15   | Chiapas           | 20   | 17 | 5 | 5 | 7  | 21 | 30 | −9   |                                 |
| 16   | Leones Negros (D) | 18   | 17 | 5 | 3 | 9  | 13 | 19 | −6   | Descenso de categoría           |
| 17   | León              | 16   | 17 | 4 | 4 | 9  | 27 | 32 | −5   |                                 |
| 18   | Morelia           | 13   | 17 | 3 | 4 | 10 | 17 | 25 | −8   |                                 |

 Fuente: página oficial de la competición.

### Evolución de la clasificación
| Equipo / Jornada | 01 | 02 | 03 | 04 | 05 | 06 | 07 | 08 | 09 | 10 | 11 | 12 | 13 | 14 | 15 | 16 | 17 |
| ---------------- | -- | -- | -- | -- | -- | -- | -- | -- | -- | -- | -- | -- | -- | -- | -- | -- | -- |
| Tigres           | 17 | 9  | 14 | 15 | 10 | 8  | 12 | 9  | 9  | 9  | 7  | 5  | 7  | 4  | 3  | 2  | 1  |
| América          | 1  | 7  | 10 | 6  | 7  | 3  | 2  | 3  | 3  | 3  | 5  | 4  | 4  | 6  | 7  | 5  | 2  |
| Veracruz         | 2  | 1  | 1  | 2  | 4  | 6  | 4  | 2  | 2  | 2  | 2  | 2  | 2  | 2  | 2  | 1  | 3  |
| Atlas            | 6  | 2  | 5  | 8  | 3  | 5  | 5  | 7  | 7  | 5  | 6  | 8  | 8  | 7  | 4  | 3  | 4  |
| Guadalajara      | 14 | 6  | 8  | 5  | 9  | 11 | 6  | 5  | 6  | 4  | 3  | 3  | 1  | 1  | 1  | 4  | 5  |
| Querétaro        | 8  | 5  | 9  | 12 | 12 | 14 | 15 | 17 | 16 | 17 | 17 | 15 | 11 | 8  | 12 | 10 | 6  |
| Pachuca          | 18 | 18 | 15 | 16 | 15 | 13 | 10 | 13 | 13 | 14 | 11 | 12 | 9  | 11 | 8  | 12 | 7  |
| Santos           | 15 | 17 | 13 | 9  | 5  | 4  | 9  | 12 | 11 | 13 | 15 | 14 | 10 | 12 | 10 | 8  | 8  |
| Cruz Azul        | 5  | 3  | 2  | 3  | 1  | 1  | 3  | 6  | 5  | 6  | 4  | 6  | 5  | 5  | 9  | 6  | 9  |
| Toluca           | 10 | 4  | 6  | 4  | 6  | 7  | 11 | 8  | 8  | 8  | 9  | 7  | 6  | 9  | 6  | 9  | 10 |
| Tijuana          | 13 | 8  | 3  | 1  | 2  | 2  | 1  | 1  | 1  | 1  | 1  | 1  | 3  | 3  | 5  | 7  | 11 |
| Monterrey        | 16 | 10 | 16 | 14 | 16 | 17 | 14 | 15 | 15 | 16 | 13 | 10 | 12 | 13 | 13 | 11 | 12 |
| UNAM             | 9  | 14 | 7  | 10 | 13 | 15 | 16 | 18 | 17 | 15 | 12 | 9  | 13 | 10 | 11 | 13 | 13 |
| Puebla           | 4  | 12 | 12 | 11 | 14 | 10 | 7  | 4  | 4  | 7  | 8  | 13 | 14 | 15 | 15 | 15 | 14 |
| Chiapas          | 3  | 13 | 4  | 7  | 8  | 12 | 8  | 11 | 10 | 12 | 10 | 11 | 15 | 14 | 14 | 14 | 15 |
| U de G           | 7  | 11 | 11 | 13 | 17 | 16 | 17 | 14 | 14 | 10 | 14 | 16 | 16 | 16 | 16 | 16 | 16 |
| León             | 12 | 16 | 18 | 17 | 11 | 9  | 13 | 10 | 12 | 11 | 16 | 17 | 17 | 17 | 17 | 17 | 17 |
| Morelia          | 11 | 15 | 17 | 18 | 18 | 18 | 18 | 16 | 18 | 18 | 18 | 18 | 18 | 18 | 18 | 18 | 18 |

## Tabla de Cocientes
| Pos. | Equipo        | Ap. 12 | Cl. 13 | Ap. 13 | Cl. 14 | Ap. 14 | Cl. 15 | Puntos | Juegos | Cociente |
| ---- | ------------- | ------ | ------ | ------ | ------ | ------ | ------ | ------ | ------ | -------- |
| 1    | América       | 31     | 32     | 37     | 25     | 31     | 29     | 185    | 102    | 1.8137   |
| 2    | Cruz Azul     | 26     | 29     | 29     | 36     | 21     | 25     | 166    | 102    | 1.6274   |
| 3    | Toluca        | 34     | 18     | 27     | 32     | 29     | 24     | 164    | 102    | 1.6078   |
| 4    | Tigres        | 21     | 35     | 25     | 21     | 31     | 29     | 162    | 102    | 1.5882   |
| 5    | Santos Laguna | 23     | 29     | 33     | 25     | 23     | 25     | 158    | 102    | 1.5490   |
| 6    | Tijuana       | 34     | 21     | 21     | 24     | 21     | 24     | 145    | 102    | 1.4215   |
| 7    | Monterrey     | 23     | 23     | 20     | 23     | 27     | 24     | 140    | 102    | 1.3725   |
| 8    | León          | 33     | 16     | 30     | 23     | 22     | 16     | 140    | 102    | 1.3725   |
| 9    | Atlas         | 12     | 32     | 12     | 21     | 31     | 28     | 136    | 102    | 1.3333   |
| 10   | Pumas UNAM    | 23     | 29     | 11     | 25     | 24     | 22     | 134    | 102    | 1.3137   |
| 11   | Querétaro     | 22     | 17     | 26     | 21     | 21     | 26     | 133    | 102    | 1.3039   |
| 12   | Pachuca       | 21     | 20     | 17     | 24     | 25     | 25     | 132    | 102    | 1.2941   |
| 13   | Chiapas       | 15     | 16     | 25     | 23     | 28     | 20     | 127    | 102    | 1.2451   |
| 14   | Morelia       | 27     | 30     | 27     | 21     | 10     | 13     | 128    | 102    | 1.2549   |
| 15   | Veracruz      | -      | -      | 20     | 16     | 15     | 28     | 79     | 68     | 1.1617   |
| 16   | Guadalajara   | 23     | 16     | 12     | 21     | 16     | 26     | 114    | 102    | 1.1176   |
| 17   | Puebla        | 13     | 19     | 19     | 16     | 19     | 20     | 105    | 102    | 1.0294   |
| 18   | U de G        | -      | -      | -      | -      | 17     | 18     | 35     | 34     | 1.0294   |

     Descendido al Ascenso MX.

## Liguilla
|  | Cuartos de final                                               | Cuartos de final                                               | Cuartos de final                                               | Cuartos de final                                               | Cuartos de final                                               |   |   | Semifinales                                          | Semifinales                                          | Semifinales                                          | Semifinales                                          | Semifinales                                          |  |   | Final                                                | Final                                                | Final                                                | Final                                                | Final                                                |  |
|  | 13 y 14 de mayo de 2015 (ida) 16 y 17 de mayo de 2015 (vuelta) | 13 y 14 de mayo de 2015 (ida) 16 y 17 de mayo de 2015 (vuelta) | 13 y 14 de mayo de 2015 (ida) 16 y 17 de mayo de 2015 (vuelta) | 13 y 14 de mayo de 2015 (ida) 16 y 17 de mayo de 2015 (vuelta) | 13 y 14 de mayo de 2015 (ida) 16 y 17 de mayo de 2015 (vuelta) |   |   | 21 de mayo de 2015 (ida) 24 de mayo de 2015 (vuelta) | 21 de mayo de 2015 (ida) 24 de mayo de 2015 (vuelta) | 21 de mayo de 2015 (ida) 24 de mayo de 2015 (vuelta) | 21 de mayo de 2015 (ida) 24 de mayo de 2015 (vuelta) | 21 de mayo de 2015 (ida) 24 de mayo de 2015 (vuelta) |  |   | 28 de mayo de 2015 (ida) 31 de mayo de 2015 (vuelta) | 28 de mayo de 2015 (ida) 31 de mayo de 2015 (vuelta) | 28 de mayo de 2015 (ida) 31 de mayo de 2015 (vuelta) | 28 de mayo de 2015 (ida) 31 de mayo de 2015 (vuelta) | 28 de mayo de 2015 (ida) 31 de mayo de 2015 (vuelta) |  |
|  |                                                                |                                                                |                                                                |                                                                |                                                                |   |   |                                                      |                                                      |                                                      |                                                      |                                                      |  |   |                                                      |                                                      |                                                      |                                                      |                                                      |  |
|  |                                                                |                                                                |                                                                |                                                                |                                                                |   |   |                                                      |                                                      |                                                      |                                                      |                                                      |  |   |                                                      |                                                      |                                                      |                                                      |                                                      |  |
|  | 3                                                              | Veracruz                                                       | 1                                                              | 2                                                              | 3                                                              |   |   |                                                      |                                                      |                                                      |                                                      |                                                      |  |   |                                                      |                                                      |                                                      |                                                      |                                                      |  |
|  | 3                                                              | Veracruz                                                       | 1                                                              | 2                                                              | 3                                                              |   |   |                                                      |                                                      |                                                      |                                                      |                                                      |  |   |                                                      |                                                      |                                                      |                                                      |                                                      |  |
|  | 6                                                              | Querétaro                                                      | 2                                                              | 2                                                              | 4                                                              |   |   |                                                      |                                                      |                                                      |                                                      |                                                      |  |   |                                                      |                                                      |                                                      |                                                      |                                                      |  |
|  | 6                                                              | Querétaro                                                      | 2                                                              | 2                                                              | 4                                                              |   | 6 | Querétaro (*)                                        | 0                                                    | 2                                                    | 2                                                    |                                                      |  |   |                                                      |                                                      |                                                      |                                                      |                                                      |  |
|  |                                                                |                                                                |                                                                |                                                                |                                                                |   | 6 | Querétaro (*)                                        | 0                                                    | 2                                                    | 2                                                    |                                                      |  |   |                                                      |                                                      |                                                      |                                                      |                                                      |  |
|  |                                                                |                                                                | 7                                                              | Pachuca                                                        | 2                                                              | 0 | 2 |                                                      |                                                      |                                                      |                                                      |                                                      |  |   |                                                      |                                                      |                                                      |                                                      |                                                      |  |
|  | 2                                                              | América                                                        | 7                                                              | Pachuca                                                        | 2                                                              | 0 | 2 | 2                                                    | 3                                                    | 5                                                    |                                                      |                                                      |  |   |                                                      |                                                      |                                                      |                                                      |                                                      |  |
|  | 2                                                              | América                                                        |                                                                |                                                                |                                                                |   |   |                                                      |                                                      | 5                                                    |                                                      |                                                      |  |   |                                                      |                                                      |                                                      |                                                      |                                                      |  |
|  | 7                                                              | Pachuca                                                        | 3                                                              | 4                                                              | 7                                                              |   |   |                                                      |                                                      |                                                      |                                                      |                                                      |  |   |                                                      |                                                      |                                                      |                                                      |                                                      |  |
|  | 7                                                              | Pachuca                                                        | 3                                                              | 4                                                              | 7                                                              |   |   |                                                      |                                                      |                                                      |                                                      |                                                      |  | 6 | Querétaro                                            | 0                                                    | 3                                                    | 3                                                    |                                                      |  |
|  |                                                                |                                                                |                                                                |                                                                |                                                                |   |   |                                                      |                                                      |                                                      |                                                      |                                                      |  | 6 | Querétaro                                            | 0                                                    | 3                                                    | 3                                                    |                                                      |  |
|  |                                                                |                                                                | 8                                                              | Santos                                                         | 5                                                              | 0 | 5 |                                                      |                                                      |                                                      |                                                      |                                                      |  |   |                                                      |                                                      |                                                      |                                                      |                                                      |  |
|  | 4                                                              | Atlas                                                          | 8                                                              | Santos                                                         | 5                                                              | 0 | 5 | 0                                                    | 1                                                    | 1                                                    |                                                      |                                                      |  |   |                                                      |                                                      |                                                      |                                                      |                                                      |  |
|  | 4                                                              | Atlas                                                          |                                                                |                                                                |                                                                |   |   |                                                      |                                                      | 1                                                    |                                                      |                                                      |  |   |                                                      |                                                      |                                                      |                                                      |                                                      |  |
|  | 5                                                              | Guadalajara                                                    | 0                                                              | 4                                                              | 4                                                              |   |   |                                                      |                                                      |                                                      |                                                      |                                                      |  |   |                                                      |                                                      |                                                      |                                                      |                                                      |  |
|  | 5                                                              | Guadalajara                                                    | 0                                                              | 4                                                              | 4                                                              |   | 5 | Guadalajara                                          | 0                                                    | 0                                                    | 0                                                    |                                                      |  |   |                                                      |                                                      |                                                      |                                                      |                                                      |  |
|  |                                                                |                                                                |                                                                |                                                                |                                                                |   | 5 | Guadalajara                                          | 0                                                    | 0                                                    | 0                                                    |                                                      |  |   |                                                      |                                                      |                                                      |                                                      |                                                      |  |
|  |                                                                |                                                                | 8                                                              | Santos                                                         | 0                                                              | 3 | 3 |                                                      |                                                      |                                                      |                                                      |                                                      |  |   |                                                      |                                                      |                                                      |                                                      |                                                      |  |
|  | 1                                                              | Tigres                                                         | 8                                                              | Santos                                                         | 0                                                              | 3 | 3 | 1                                                    | 0                                                    | 1                                                    |                                                      |                                                      |  |   |                                                      |                                                      |                                                      |                                                      |                                                      |  |
|  | 1                                                              | Tigres                                                         |                                                                |                                                                |                                                                |   |   |                                                      |                                                      | 1                                                    |                                                      |                                                      |  |   |                                                      |                                                      |                                                      |                                                      |                                                      |  |
|  | 8                                                              | Santos                                                         | 1                                                              | 1                                                              | 2                                                              |   |   |                                                      |                                                      |                                                      |                                                      |                                                      |  |   |                                                      |                                                      |                                                      |                                                      |                                                      |  |
|  | 8                                                              | Santos                                                         | 1                                                              | 1                                                              | 2                                                              |   |   |                                                      |                                                      |                                                      |                                                      |                                                      |  |   |                                                      |                                                      |                                                      |                                                      |                                                      |  |
|  |                                                                |                                                                |                                                                |                                                                |                                                                |   |   |                                                      |                                                      |                                                      |                                                      |                                                      |  |   |                                                      |                                                      |                                                      |                                                      |                                                      |  |

- (*) Avanza por su posición en la tabla

### Cuartos de final

#### Tigres-Santos
| 13 de mayo de 2015 - 19:00 | Santos     | 1:1 (1:1) | Tigres      | Estadio Corona, Torreón                                       |                                                               |
|                            | Orozco 16' | Reporte   | Guerrón 28' | Asistencia: 17 072 espectadores Árbitro(s): Jorge Isaac Rojas | Asistencia: 17 072 espectadores Árbitro(s): Jorge Isaac Rojas |

| 16 de mayo de 2015 - 19:00   | Tigres | 0:1 (0:0) (Global 1:2) | Santos      | Estadio Universitario, San Nicolás                                |                                                                   |
|                              |        | Reporte                | Djaniny 69' | Asistencia: 40 769 espectadores Árbitro(s): José Alfredo Peñaloza | Asistencia: 40 769 espectadores Árbitro(s): José Alfredo Peñaloza |
| Santos avanzó a Semifinales. |        |                        |             |                                                                   |                                                                   |

#### América-Pachuca
| 13 de mayo de 2015 - 21:06 | Pachuca                                       | 3:2 (3:1) | América                    | Estadio Hidalgo, Pachuca                                           |                                                                    |
|                            | E. Gutiérrez 4' · Penilla 17' · Nahuelpán 37' | Reporte   | Arroyo 35' · Benedetto 49' | Asistencia: 14 447 espectadores Árbitro(s): Luis Enrique Santander | Asistencia: 14 447 espectadores Árbitro(s): Luis Enrique Santander |

| 16 de mayo de 2015 - 17:00    | América                                | 3:4 (1:1) (Global 5:7) | Pachuca                                                      | Estadio Azteca, Ciudad de México  |                                   |
|                               | Peralta 44' · Aguilar 51' · Arroyo 88' | Reporte                | Penilla 7' · Ayoví 56' · Cvitanich 90+4' (pen.) · Cano 90+6' | Árbitro(s): Roberto García Orozco | Árbitro(s): Roberto García Orozco |
| Pachuca avanzó a Semifinales. |                                        |                        |                                                              |                                   |                                   |

#### Veracruz-Querétaro
| 14 de mayo de 2015 - 19:00 | Querétaro                  | 2:1 (1:1) | Veracruz  | Estadio Corregidora, Querétaro                                 |                                                                |
|                            | William 38' · Corona 90+1' | Reporte   | Albín 29' | Asistencia: 31 976 espectadores Árbitro(s): Erick Yair Miranda | Asistencia: 31 976 espectadores Árbitro(s): Erick Yair Miranda |

| 17 de mayo de 2015 - 20:00      | Veracruz                | 2:2 (0:1) (Global 3:4) | Querétaro                    | Estadio Luis "Pirata" Fuente, Veracruz                      |                                                             |
|                                 | Andrade 60' · Furch 89' | Reporte                | William 17' · Ronaldinho 83' | Asistencia: 28 940 espectadores Árbitro(s): Paul Delgadillo | Asistencia: 28 940 espectadores Árbitro(s): Paul Delgadillo |
| Querétaro avanzó a Semifinales. |                         |                        |                              |                                                             |                                                             |

#### Atlas-Guadalajara
| 14 de mayo de 2015 - 21:00 | Guadalajara | 0:0     | Atlas | Estadio Omnilife, Guadalajara                                 |                                                               |
|                            |             | Reporte |       | Asistencia: 39 998 espectadores Árbitro(s): Fernando Guerrero | Asistencia: 39 998 espectadores Árbitro(s): Fernando Guerrero |

| 17 de mayo de 2015 - 18:00        | Atlas     | 1:4 (1:3) (Global 1:4) | Guadalajara                     | Estadio Jalisco, Guadalajara |                              |
|                                   | Medina 7' | Reporte                | Fabián 5', 16', 39' · Bravo 54' | Árbitro(s): Francisco Chacón | Árbitro(s): Francisco Chacón |
| Guadalajara avanzó a Semifinales. |           |                        |                                 |                              |                              |

### Semifinales

#### Guadalajara-Santos
| 21 de mayo de 2015 - 22:00 | Santos | 0:0     | Guadalajara | Estadio Corona, Torreón                                       |                                                               |
|                            |        | Reporte |             | Asistencia: 29 070 espectadores Árbitro(s): Fernando Guerrero | Asistencia: 29 070 espectadores Árbitro(s): Fernando Guerrero |

| 24 de mayo de 2015 - 19:00 | Guadalajara | 0:3 (0:1) (Global 0:3) | Santos                                      | Estadio Omnilife, Guadalajara                                |                                                              |
|                            |             | Reporte                | Djaniny 38' · Izquierdoz 56' · Calderón 68' | Asistencia: 42 618 espectadores Árbitro(s): Francisco Chacón | Asistencia: 42 618 espectadores Árbitro(s): Francisco Chacón |
| Santos avanzó a la Final.  |             |                        |                                             |                                                              |                                                              |

#### Querétaro-Pachuca
| 21 de mayo de 2015 - 20:06 | Pachuca               | 2:0 (2:0) | Querétaro | Estadio Hidalgo, Pachuca                                          |                                                                   |
|                            | Cano 9' · Salinas 38' | Reporte   |           | Asistencia: 27 500 espectadores Árbitro(s): José Alfredo Peñaloza | Asistencia: 27 500 espectadores Árbitro(s): José Alfredo Peñaloza |

| 24 de mayo de 2015 - 21:00                                  | Querétaro                     | 2:0 (1:0) (Global 2:2) | Pachuca | Estadio Corregidora, Querétaro                                    |                                                                   |
|                                                             | Sepúlveda 13' · Bornstein 50' | Reporte                |         | Asistencia: 31 427 espectadores Árbitro(s): Roberto García Orozco | Asistencia: 31 427 espectadores Árbitro(s): Roberto García Orozco |
| Querétaro avanzó a la Final por mejor posición en la tabla. |                               |                        |         |                                                                   |                                                                   |

### Final

#### Santos-Querétaro
| 28 de mayo de 2015 - 20:30 | Santos                                  | 5:0 (3:0) | Querétaro | Estadio Corona, Torreón                                           |                                                                   |
|                            | Orozco 5', 26', 33', 63' · González 80' | Reporte   |           | Asistencia: 29 604 espectadores Árbitro(s): José Alfredo Peñaloza | Asistencia: 29 604 espectadores Árbitro(s): José Alfredo Peñaloza |

| 31 de mayo de 2015 - 20:30               | Querétaro                                     | 3:0 (3:0) (Global 3:5) | Santos | Estadio Corregidora, Querétaro                               |                                                              |
|                                          | Osuna 10' (pen.) · Corona 21' · Sepúlveda 38' | Reporte                |        | Asistencia: 31 275 espectadores Árbitro(s): Francisco Chacón | Asistencia: 31 275 espectadores Árbitro(s): Francisco Chacón |
| Santos Campeón del Torneo Clausura 2015. |                                               |                        |        |                                                              |                                                              |

#### Ida
| 1     | POR   | Agustín Marchesín |     |
| 94    | DEF   | José Abella       |     |
| 24    | DEF   | Carlos Izquierdoz |     |
| 14    | DEF   | Néstor Araujo     |     |
| 16    | DEF   | Adrián Aldrete    |     |
| 11    | MED   | Néstor Calderón   |     |
| 4     | MED   | Jesús Molina      |     |
| 8     | MED   | Diego González    |     |
| 7     | MED   | Andrés Rentería   | 56' |
| 21    | DEL   | Djaniny Tavares   | 74' |
| 27    | DEL   | Javier Orozco     | 87' |
| D. T. | D. T. | Pedro Caixinha    |     |

| 31    | POR   | Tiago Volpi            |     |
| 2     | DEF   | George Corral          |     |
| 3     | DEF   | Miguel Martínez        |     |
| 5     | DEF   | Yasser Corona          |     |
| 12    | DEF   | Jonathan Bornstein     | 67' |
| 15    | MED   | Ángel Sepúlveda        | 79' |
| 17    | MED   | Mario Osuna            |     |
| 81    | MED   | Jaime Goméz            | 46' |
| 8     | MED   | Danilinho              |     |
| 11    | DEL   | William                |     |
| 30    | DEL   | Emanuel Villa          |     |
| D. T. | D. T. | Víctor Manuel Vucetich |     |

| 99 | Centrocampista | Alonso Escoboza | 56' |
| 83 | Centrocampista | Sergio Ceballos | 74' |
| 18 | Delantero      | Edson Rivera    | 87' |

| 49 | Centrocampista | Ronaldinho            | 46' |
| 21 | Centrocampista | Marco Antonio Jiménez | 74' |
| 9  | Delantero      | Patricio Rubio        | 87' |

| 4' · 26' · 33' · 63' · 80' | Javier Orozco Diego González | 1:0 2:0 3:0 4:0 5:0 |

| 37' · 86' | Mario Osuna Yasser Corona |

| Principal  | José Alfredo Peñaloza          |
| Asistentes | Marvin Cesar Torrentera Rivera |
|            | Marcos Quintero Huitron        |
| Cuarto     | Erick Yair Miranda Galindo     |

|                    |     |     |
| Tiros              | 13  | 7   |
| Tiros a puerta     | 7   | 3   |
| Faltas             | 16  | 16  |
| Saques de esquina  | 5   | 7   |
| Penaltis           | 0   | 0   |
| Fueras de juego    | 0   | 0   |
| Posesión del balón | 38% | 62% |

| Alineación inicial |

| 1     | POR   | Agustín Marchesín |     |
| 94    | DEF   | José Abella       |     |
| 24    | DEF   | Carlos Izquierdoz |     |
| 14    | DEF   | Néstor Araujo     |     |
| 16    | DEF   | Adrián Aldrete    |     |
| 11    | MED   | Néstor Calderón   |     |
| 4     | MED   | Jesús Molina      |     |
| 8     | MED   | Diego González    |     |
| 7     | MED   | Andrés Rentería   | 56' |
| 21    | DEL   | Djaniny Tavares   | 74' |
| 27    | DEL   | Javier Orozco     | 87' |
| D. T. | D. T. | Pedro Caixinha    |     |

| 31    | POR   | Tiago Volpi            |     |
| 2     | DEF   | George Corral          |     |
| 3     | DEF   | Miguel Martínez        |     |
| 5     | DEF   | Yasser Corona          |     |
| 12    | DEF   | Jonathan Bornstein     | 67' |
| 15    | MED   | Ángel Sepúlveda        | 79' |
| 17    | MED   | Mario Osuna            |     |
| 81    | MED   | Jaime Goméz            | 46' |
| 8     | MED   | Danilinho              |     |
| 11    | DEL   | William                |     |
| 30    | DEL   | Emanuel Villa          |     |
| D. T. | D. T. | Víctor Manuel Vucetich |     |

| 99 | Centrocampista | Alonso Escoboza | 56' |
| 83 | Centrocampista | Sergio Ceballos | 74' |
| 18 | Delantero      | Edson Rivera    | 87' |

| 49 | Centrocampista | Ronaldinho            | 46' |
| 21 | Centrocampista | Marco Antonio Jiménez | 74' |
| 9  | Delantero      | Patricio Rubio        | 87' |

| 4' · 26' · 33' · 63' · 80' | Javier Orozco Diego González | 1:0 2:0 3:0 4:0 5:0 |

| 37' · 86' | Mario Osuna Yasser Corona |

| Principal  | José Alfredo Peñaloza          |
| Asistentes | Marvin Cesar Torrentera Rivera |
|            | Marcos Quintero Huitron        |
| Cuarto     | Erick Yair Miranda Galindo     |

|                    |     |     |
| Tiros              | 13  | 7   |
| Tiros a puerta     | 7   | 3   |
| Faltas             | 16  | 16  |
| Saques de esquina  | 5   | 7   |
| Penaltis           | 0   | 0   |
| Fueras de juego    | 0   | 0   |
| Posesión del balón | 38% | 62% |

| Alineación inicial |

| 1     | POR   | Agustín Marchesín |     |
| 94    | DEF   | José Abella       |     |
| 24    | DEF   | Carlos Izquierdoz |     |
| 14    | DEF   | Néstor Araujo     |     |
| 16    | DEF   | Adrián Aldrete    |     |
| 11    | MED   | Néstor Calderón   |     |
| 4     | MED   | Jesús Molina      |     |
| 8     | MED   | Diego González    |     |
| 7     | MED   | Andrés Rentería   | 56' |
| 21    | DEL   | Djaniny Tavares   | 74' |
| 27    | DEL   | Javier Orozco     | 87' |
| D. T. | D. T. | Pedro Caixinha    |     |

| 31    | POR   | Tiago Volpi            |     |
| 2     | DEF   | George Corral          |     |
| 3     | DEF   | Miguel Martínez        |     |
| 5     | DEF   | Yasser Corona          |     |
| 12    | DEF   | Jonathan Bornstein     | 67' |
| 15    | MED   | Ángel Sepúlveda        | 79' |
| 17    | MED   | Mario Osuna            |     |
| 81    | MED   | Jaime Goméz            | 46' |
| 8     | MED   | Danilinho              |     |
| 11    | DEL   | William                |     |
| 30    | DEL   | Emanuel Villa          |     |
| D. T. | D. T. | Víctor Manuel Vucetich |     |

| 99 | Centrocampista | Alonso Escoboza | 56' |
| 83 | Centrocampista | Sergio Ceballos | 74' |
| 18 | Delantero      | Edson Rivera    | 87' |

| 49 | Centrocampista | Ronaldinho            | 46' |
| 21 | Centrocampista | Marco Antonio Jiménez | 74' |
| 9  | Delantero      | Patricio Rubio        | 87' |

| 4' · 26' · 33' · 63' · 80' | Javier Orozco Diego González | 1:0 2:0 3:0 4:0 5:0 |

| 37' · 86' | Mario Osuna Yasser Corona |

| Principal  | José Alfredo Peñaloza          |
| Asistentes | Marvin Cesar Torrentera Rivera |
|            | Marcos Quintero Huitron        |
| Cuarto     | Erick Yair Miranda Galindo     |

|                    |     |     |
| Tiros              | 13  | 7   |
| Tiros a puerta     | 7   | 3   |
| Faltas             | 16  | 16  |
| Saques de esquina  | 5   | 7   |
| Penaltis           | 0   | 0   |
| Fueras de juego    | 0   | 0   |
| Posesión del balón | 38% | 62% |

| Alineación inicial |

| 1     | POR   | Agustín Marchesín |     |
| 94    | DEF   | José Abella       |     |
| 24    | DEF   | Carlos Izquierdoz |     |
| 14    | DEF   | Néstor Araujo     |     |
| 16    | DEF   | Adrián Aldrete    |     |
| 11    | MED   | Néstor Calderón   |     |
| 4     | MED   | Jesús Molina      |     |
| 8     | MED   | Diego González    |     |
| 7     | MED   | Andrés Rentería   | 56' |
| 21    | DEL   | Djaniny Tavares   | 74' |
| 27    | DEL   | Javier Orozco     | 87' |
| D. T. | D. T. | Pedro Caixinha    |     |

| 31    | POR   | Tiago Volpi            |     |
| 2     | DEF   | George Corral          |     |
| 3     | DEF   | Miguel Martínez        |     |
| 5     | DEF   | Yasser Corona          |     |
| 12    | DEF   | Jonathan Bornstein     | 67' |
| 15    | MED   | Ángel Sepúlveda        | 79' |
| 17    | MED   | Mario Osuna            |     |
| 81    | MED   | Jaime Goméz            | 46' |
| 8     | MED   | Danilinho              |     |
| 11    | DEL   | William                |     |
| 30    | DEL   | Emanuel Villa          |     |
| D. T. | D. T. | Víctor Manuel Vucetich |     |

| 99 | Centrocampista | Alonso Escoboza | 56' |
| 83 | Centrocampista | Sergio Ceballos | 74' |
| 18 | Delantero      | Edson Rivera    | 87' |

| 49 | Centrocampista | Ronaldinho            | 46' |
| 21 | Centrocampista | Marco Antonio Jiménez | 74' |
| 9  | Delantero      | Patricio Rubio        | 87' |

| 4' · 26' · 33' · 63' · 80' | Javier Orozco Diego González | 1:0 2:0 3:0 4:0 5:0 |

| 37' · 86' | Mario Osuna Yasser Corona |

| Principal  | José Alfredo Peñaloza          |
| Asistentes | Marvin Cesar Torrentera Rivera |
|            | Marcos Quintero Huitron        |
| Cuarto     | Erick Yair Miranda Galindo     |

|                    |     |     |
| Tiros              | 13  | 7   |
| Tiros a puerta     | 7   | 3   |
| Faltas             | 16  | 16  |
| Saques de esquina  | 5   | 7   |
| Penaltis           | 0   | 0   |
| Fueras de juego    | 0   | 0   |
| Posesión del balón | 38% | 62% |

| Alineación inicial |

#### Vuelta
| 31    | POR   | Tiago Volpi            |     |
| 2     | DEF   | George Corral          | 82' |
| 6     | DEF   | Ricardo Osorio         |     |
| 3     | DEF   | Miguel Martínez        |     |
| 5     | DEF   | Yasser Corona          |     |
| 12    | DEF   | Jonathan Bornstein     | 60' |
| 8     | MED   | Danilinho              |     |
| 17    | MED   | Mario Osuna            |     |
| 11    | MED   | William                |     |
| 15    | DEL   | Ángel Sepúlveda        |     |
| 30    | DEL   | Emanuel Villa          | 69' |
| D. T. | D. T. | Víctor Manuel Vucetich |     |

| 1     | POR   | Agustín Marchesín |     |
| 94    | DEF   | José Abella       |     |
| 24    | DEF   | Carlos Izquierdoz |     |
| 14    | DEF   | Néstor Araujo     |     |
| 16    | DEF   | Adrián Aldrete    |     |
| 11    | MED   | Néstor Calderón   |     |
| 4     | MED   | Jesús Molina      |     |
| 8     | MED   | Diego González    |     |
| 99    | MED   | Alonso Escoboza   | 81' |
| 21    | DEL   | Djaniny Tavares   | 89' |
| 27    | DEL   | Javier Orozco     | 42' |
| D. T. | D. T. | Pedro Caixinha    |     |

| 49 | Centrocampista | Ronaldinho     | 69' |
| 9  | Delantero      | Patricio Rubio | 60' |
| 10 | Centrocampista | Sinha          | 82' |

| 83 | Centrocampista | Sergio Ceballos | 42' |
| 17 | Centrocampista | Rodolfo Salinas | 81' |
| 7  | Delantero      | Andrés Rentería | 89' |

| 9' · 21' · 37' | Mario Osuna Yasser Corona Ángel Sepúlveda | 1:0 2:0 3:0 |

| 66' | Ronaldinho |

| 89' | Rodolfo Salinas |

| Principal  | Francisco Chacón Gutiérrez |
| Asistentes | José Luis Camargo Callado  |
|            | Juan Rangel                |

|                    |     |     |
| Tiros              | 13  | 7   |
| Tiros a puerta     | 5   | 2   |
| Faltas             | 17  | 13  |
| Saques de esquina  | 7   | 3   |
| Penaltis           | 1   | 0   |
| Fueras de juego    | 3   | 0   |
| Posesión del balón | 68% | 32% |

| Alineación inicial |

| 31    | POR   | Tiago Volpi            |     |
| 2     | DEF   | George Corral          | 82' |
| 6     | DEF   | Ricardo Osorio         |     |
| 3     | DEF   | Miguel Martínez        |     |
| 5     | DEF   | Yasser Corona          |     |
| 12    | DEF   | Jonathan Bornstein     | 60' |
| 8     | MED   | Danilinho              |     |
| 17    | MED   | Mario Osuna            |     |
| 11    | MED   | William                |     |
| 15    | DEL   | Ángel Sepúlveda        |     |
| 30    | DEL   | Emanuel Villa          | 69' |
| D. T. | D. T. | Víctor Manuel Vucetich |     |

| 1     | POR   | Agustín Marchesín |     |
| 94    | DEF   | José Abella       |     |
| 24    | DEF   | Carlos Izquierdoz |     |
| 14    | DEF   | Néstor Araujo     |     |
| 16    | DEF   | Adrián Aldrete    |     |
| 11    | MED   | Néstor Calderón   |     |
| 4     | MED   | Jesús Molina      |     |
| 8     | MED   | Diego González    |     |
| 99    | MED   | Alonso Escoboza   | 81' |
| 21    | DEL   | Djaniny Tavares   | 89' |
| 27    | DEL   | Javier Orozco     | 42' |
| D. T. | D. T. | Pedro Caixinha    |     |

| 49 | Centrocampista | Ronaldinho     | 69' |
| 9  | Delantero      | Patricio Rubio | 60' |
| 10 | Centrocampista | Sinha          | 82' |

| 83 | Centrocampista | Sergio Ceballos | 42' |
| 17 | Centrocampista | Rodolfo Salinas | 81' |
| 7  | Delantero      | Andrés Rentería | 89' |

| 9' · 21' · 37' | Mario Osuna Yasser Corona Ángel Sepúlveda | 1:0 2:0 3:0 |

| 66' | Ronaldinho |

| 89' | Rodolfo Salinas |

| Principal  | Francisco Chacón Gutiérrez |
| Asistentes | José Luis Camargo Callado  |
|            | Juan Rangel                |

|                    |     |     |
| Tiros              | 13  | 7   |
| Tiros a puerta     | 5   | 2   |
| Faltas             | 17  | 13  |
| Saques de esquina  | 7   | 3   |
| Penaltis           | 1   | 0   |
| Fueras de juego    | 3   | 0   |
| Posesión del balón | 68% | 32% |

| Alineación inicial |

| 31    | POR   | Tiago Volpi            |     |
| 2     | DEF   | George Corral          | 82' |
| 6     | DEF   | Ricardo Osorio         |     |
| 3     | DEF   | Miguel Martínez        |     |
| 5     | DEF   | Yasser Corona          |     |
| 12    | DEF   | Jonathan Bornstein     | 60' |
| 8     | MED   | Danilinho              |     |
| 17    | MED   | Mario Osuna            |     |
| 11    | MED   | William                |     |
| 15    | DEL   | Ángel Sepúlveda        |     |
| 30    | DEL   | Emanuel Villa          | 69' |
| D. T. | D. T. | Víctor Manuel Vucetich |     |

| 1     | POR   | Agustín Marchesín |     |
| 94    | DEF   | José Abella       |     |
| 24    | DEF   | Carlos Izquierdoz |     |
| 14    | DEF   | Néstor Araujo     |     |
| 16    | DEF   | Adrián Aldrete    |     |
| 11    | MED   | Néstor Calderón   |     |
| 4     | MED   | Jesús Molina      |     |
| 8     | MED   | Diego González    |     |
| 99    | MED   | Alonso Escoboza   | 81' |
| 21    | DEL   | Djaniny Tavares   | 89' |
| 27    | DEL   | Javier Orozco     | 42' |
| D. T. | D. T. | Pedro Caixinha    |     |

| 49 | Centrocampista | Ronaldinho     | 69' |
| 9  | Delantero      | Patricio Rubio | 60' |
| 10 | Centrocampista | Sinha          | 82' |

| 83 | Centrocampista | Sergio Ceballos | 42' |
| 17 | Centrocampista | Rodolfo Salinas | 81' |
| 7  | Delantero      | Andrés Rentería | 89' |

| 9' · 21' · 37' | Mario Osuna Yasser Corona Ángel Sepúlveda | 1:0 2:0 3:0 |

| 66' | Ronaldinho |

| 89' | Rodolfo Salinas |

| Principal  | Francisco Chacón Gutiérrez |
| Asistentes | José Luis Camargo Callado  |
|            | Juan Rangel                |

|                    |     |     |
| Tiros              | 13  | 7   |
| Tiros a puerta     | 5   | 2   |
| Faltas             | 17  | 13  |
| Saques de esquina  | 7   | 3   |
| Penaltis           | 1   | 0   |
| Fueras de juego    | 3   | 0   |
| Posesión del balón | 68% | 32% |

| Alineación inicial |

| 31    | POR   | Tiago Volpi            |     |
| 2     | DEF   | George Corral          | 82' |
| 6     | DEF   | Ricardo Osorio         |     |
| 3     | DEF   | Miguel Martínez        |     |
| 5     | DEF   | Yasser Corona          |     |
| 12    | DEF   | Jonathan Bornstein     | 60' |
| 8     | MED   | Danilinho              |     |
| 17    | MED   | Mario Osuna            |     |
| 11    | MED   | William                |     |
| 15    | DEL   | Ángel Sepúlveda        |     |
| 30    | DEL   | Emanuel Villa          | 69' |
| D. T. | D. T. | Víctor Manuel Vucetich |     |

| 1     | POR   | Agustín Marchesín |     |
| 94    | DEF   | José Abella       |     |
| 24    | DEF   | Carlos Izquierdoz |     |
| 14    | DEF   | Néstor Araujo     |     |
| 16    | DEF   | Adrián Aldrete    |     |
| 11    | MED   | Néstor Calderón   |     |
| 4     | MED   | Jesús Molina      |     |
| 8     | MED   | Diego González    |     |
| 99    | MED   | Alonso Escoboza   | 81' |
| 21    | DEL   | Djaniny Tavares   | 89' |
| 27    | DEL   | Javier Orozco     | 42' |
| D. T. | D. T. | Pedro Caixinha    |     |

| 49 | Centrocampista | Ronaldinho     | 69' |
| 9  | Delantero      | Patricio Rubio | 60' |
| 10 | Centrocampista | Sinha          | 82' |

| 83 | Centrocampista | Sergio Ceballos | 42' |
| 17 | Centrocampista | Rodolfo Salinas | 81' |
| 7  | Delantero      | Andrés Rentería | 89' |

| 9' · 21' · 37' | Mario Osuna Yasser Corona Ángel Sepúlveda | 1:0 2:0 3:0 |

| 66' | Ronaldinho |

| 89' | Rodolfo Salinas |

| Principal  | Francisco Chacón Gutiérrez |
| Asistentes | José Luis Camargo Callado  |
|            | Juan Rangel                |

|                    |     |     |
| Tiros              | 13  | 7   |
| Tiros a puerta     | 5   | 2   |
| Faltas             | 17  | 13  |
| Saques de esquina  | 7   | 3   |
| Penaltis           | 1   | 0   |
| Fueras de juego    | 3   | 0   |
| Posesión del balón | 68% | 32% |

| Alineación inicial |

| Campeón Clausura 2015 |
| --------------------- |
|                       |
| Santos Laguna         |
| 5° Título             |

## Estadísticas
| Lugar | Posición | Jugador           | Equipo    | Goles | Goles Penal | Frecuencia |
| ----- | -------- | ----------------- | --------- | ----- | ----------- | ---------- |
| 1.º   | DEL      | Dorlan Pabón      | Monterrey | 10    | 4           | 136.60     |
| 2.º   | DEL      | Julio César Furch | Veracruz  | 9     | 1           | 160.00     |
| 2.º   | DEL      | Matías Alustiza   | Puebla    | 9     | 3           | 105.33     |
| 4.º   | DEL      | Dayro Moreno      | Tijuana   | 8     | 0           | 172.13     |
| 5.º   | DEL      | Ismael Sosa       | UNAM      | 7     | 0           | 194.57     |
| 5.º   | MED      | Avilés Hurtado    | Jaguares  | 7     | 1           | 174.00     |
| 5.º   | DEL      | Rafael Sobis      | UANL      | 7     | 2           | 160.14     |
| 8.º   | MED      | Edwin Cardona     | Monterrey | 6     | 0           | 152.83     |
| 8.º   | MED      | Nestor Calderón   | Santos    | 6     | 3           | 210.00     |
| 8.º   | MED      | Juan Arango       | Tijuana   | 6     | 1           | 210.67     |
| 8.º   | DEL      | Fidel Martínez    | U de G    | 6     | 0           | 213.17     |
| 8.º   | DEF      | Leiton Jiménez    | Veracruz  | 6     | 0           | 255.00     |

| Posición | Jugador          | Equipo      | Goles | Partidos Jugados |
| -------- | ---------------- | ----------- | ----- | ---------------- |
| 1.º      | Javier Orozco    | Santos      | 5     | 6                |
| 2.º      | Marco Fabián     | Guadalajara | 3     | 4                |
| 3.º      | Michael Arroyo   | América     | 2     | 2                |
| 3.º      | Germán Cano      | Pachuca     | 2     | 4                |
| 3.º      | Cristian Penilla | Pachuca     | 2     | 4                |
| 3.º      | Djaniny Tavares  | Santos      | 2     | 6                |
| 3.º      | William          | Querétaro   | 2     | 6                |
| 3.º      | Yasser Corona    | Querétaro   | 2     | 6                |
| 3.º      | Ángel Sepúlveda  | Querétaro   | 2     | 6                |

- Actualizado el 17 de mayo de 2015

### Máximos asistentes
Lista con los máximos asistentes de la Liga Bancomer MX, * Datos según la página oficial de la competición. (Fuente complementaria: ESPN)
| Posición | Jugador          | Equipo      | Asistencias | Minutos |
| -------- | ---------------- | ----------- | ----------- | ------- |
| 1.º      | Elías Hernández  | León        | 7           | 1285    |
| 2.º      | Daniel Villalva  | Veracruz    | 5           | 1312    |
| 2.º      | Fernando Meneses | Veracruz    | 5           | 1357    |
| 4.º      | Ronaldinho       | Querétaro   | 4           | 593     |
| 4.º      | Osvaldo Martínez | América     | 4           | 1110    |
| 4.º      | Marco Fabián     | Guadalajara | 4           | 1244    |
| 4.º      | Dorlan Pabón     | Monterrey   | 4           | 1366    |

- Actualizado el 10 de mayo de 2015

### Porteros menos goleados
| Posición | Jugador              | Equipo      | Minutos | Goles | Promedio |
| -------- | -------------------- | ----------- | ------- | ----- | -------- |
| 1.º      | Moisés Muñoz         | América     | 1170    | 9     | 0.69     |
| 2.º      | José de Jesús Corona | Cruz Azul   | 1530    | 14    | 0.82     |
| 3.º      | Luis Ernesto Michel  | Guadalajara | 1530    | 17    | 1        |
| 4.º      | Nahuel Guzmán        | Tigres      | 1350    | 14    | 0.93     |
| 5.º      | Alfredo Talavera     | Toluca      | 1530    | 18    | 1.06     |
| 5.º      | Melitón Hernández    | Veracruz    | 1530    | 20    | 1.17     |
| 7.º      | Federico Vilar       | Atlas       | 1530    | 20    | 1.17     |
| 7.º      | Humberto Hernández   | U de G      | 1530    | 19    | 1.12     |
| 9.º      | Agustín Marchesín    | Santos      | 1530    | 21    | 1.23     |
| 10.º     | Rodolfo Cota         | Puebla      | 1530    | 20    | 1.29     |

- Actualizado el 10 de mayo de 2015

### Clasificación Juego Limpio
| Lugar                                | Club                                 | Tarjeta amarilla | Segunda tarjeta amarilla y expulsión · Segunda tarjeta amarilla y expulsión | Tarjeta roja directa | Puntos   |
| ------------------------------------ | ------------------------------------ | ---------------- | --------------------------------------------------------------------------- | -------------------- | -------- |
| 1                                    | Cruz Azul                            | 24               | 1                                                                           | 2                    | 33       |
| 2                                    | Chiapas                              | 28               | 2                                                                           | 0                    | 34       |
| 3                                    | Tijuana                              | 34               | 1                                                                           | 0                    | 37       |
| 4                                    | Veracruz                             | 37               | 0                                                                           | 0                    | 37       |
| 5                                    | Guadalajara                          | 38               | 0                                                                           | 0                    | 38       |
| 6                                    | Pachuca                              | 30               | 2                                                                           | 1                    | 39       |
| 7                                    | Querétaro                            | 35               | 1                                                                           | 1                    | 41       |
| 8                                    | León                                 | 24               | 2                                                                           | 4                    | 42       |
| 9                                    | Tigres                               | 38               | 1                                                                           | 1                    | 44       |
| 10                                   | Archivo:Pumx15.png UNAM              | 29               | 4                                                                           | 1                    | 44       |
| 11                                   | Puebla                               | 40               | 1                                                                           | 1                    | 46       |
| 12                                   | Morelia                              | 38               | 0                                                                           | 3                    | 47       |
| 13                                   | Monterrey                            | 41               | 2                                                                           | 0                    | 30       |
| 14                                   | Toluca                               | 35               | 0                                                                           | 4                    | 47       |
| 15                                   | U.de.G                               | 46               | 1                                                                           | 0                    | 49       |
| 16                                   | América                              | 38               | 1                                                                           | 3                    | 50       |
| 17                                   | Atlas                                | 46               | 1                                                                           | 1                    | 52       |
| 18                                   | Santos                               | 46               | 3                                                                           | 0                    | 55       |
| Primera Tarjeta Amarilla             | Primera Tarjeta Amarilla             | 1 punto          | 1 punto                                                                     | 1 punto              | 1 punto  |
| Segunda Tarjeta Amarilla y Expulsión | Segunda Tarjeta Amarilla y Expulsión | 3 puntos         | 3 puntos                                                                    | 3 puntos             | 3 puntos |
| Tarjeta Roja Directa                 | Tarjeta Roja Directa                 | 3 puntos         | 3 puntos                                                                    | 3 puntos             | 3 puntos |

### Anotaciones (Torneo Regular)
- Primer gol del Torneo: Anotado por Diego González (2'15") en el  Santos 1 - 2  Veracruz (J-1)
- Último gol del Torneo: Anotado por Armando Zamorano (89'19") en el  Chivas 2 - 3  Morelia (J-17)
- Gol más rápido: Anotado por Luis Miguel Noriega (43") en el Archivo:Pumx15.png UNAM 2 - 1  Puebla (J-11)
- Gol más tardío: Anotado por Ronaldinho (96'15") en el  Querétaro 1 - 0  Chiapas (J-17)
- Mayor número de goles en un partido: 9 goles en  León 4 - 5  Querétaro (J-12).
- Mayor victoria de local:  América 5 - 0  Chiapas (J-6).
- Mayor victoria de visita:  América 0 - 4  Querétaro (J-14).
- Mayor número de goles en una jornada: 31 (J-12)

Actualizado el 10 de mayo de 2015

### Anotaciones (Liguilla)
- Primer gol de la Liguilla: Anotado por Javier Orozco (15'38") en el  Santos 1 - 1  Tigres (Ida de Cuartos de final)
- Gol más rápido: Anotado por Javier Orozco (4'03") en el  Santos 5 - 0  Querétaro (Final de Ida)
- Gol más tardío: Anotado por Germán Cano (96'15") en el  América 3 - 4  Pachuca (Vuelta de Cuartos de final)
- Mayor número de goles en un partido: 7 goles en  América 3 - 4  Pachuca (Vuelta de Cuartos de final)
- Mayor victoria de local:  Santos 5 - 0  Querétaro (Final de Ida).
- Mayor victoria de visita:  Atlas 1 - 4  Guadalajara (Vuelta de Cuartos de final),  Guadalajara 0 - 3  Santos (Vuelta de Semifinal).
- Mayor número de goles en una jornada: 17 (Vuelta de Cuartos de final)

Actualizado el 17 de mayo de 2015

### Rachas
- Mejor racha ganadora: Archivo:Pumx15.png UNAM  Querétaro (4 partidos)
- Mejor racha invicta:  Veracruz  Tijuana (9 Partidos)
- Mejor racha marcando:  Tijuana (14 partidos)
- Mejor racha imbatida:  Cruz Azul (477'19")
- Peor racha sin ganar:  León (8 partidos)

### Disciplina
- Club con más tarjetas amarillas:  U. de G. (37)
- Club con más tarjetas rojas:  León (6)
- Jugador con más tarjetas amarillas:  Walter Kannemann (9)
- Jugador con más tarjetas rojas:  Pablo César Aguilar,  John Stefan Medina,  Aquivaldo Mosquera,  Alberto Acosta Alvarado (2)

Datos según la página oficial de la competición.

## Once ideal
El Once ideal fue designado durante la edición de la Revista de la Liga Bancomer MX, elegido por varios comunicadores y periodistas.
| Once Ideal Clausura 2015 | Once Ideal Clausura 2015 | Once Ideal Clausura 2015 | Once Ideal Clausura 2015 | Once Ideal Clausura 2015 | Once Ideal Clausura 2015 | Once Ideal Clausura 2015 | Once Ideal Clausura 2015 | Once Ideal Clausura 2015 | Once Ideal Clausura 2015 | Once Ideal Clausura 2015 | Once Ideal Clausura 2015 |
| ------------------------ | ------------------------ | ------------------------ | ------------------------ | ------------------------ | ------------------------ | ------------------------ | ------------------------ | ------------------------ | ------------------------ | ------------------------ | ------------------------ |

| \| N.º \| Pos. \| Nac. \| Jugador \| Equipo \| \| ----------------------------------- \| ---- \| ---- \| ----------------- \| --------------------------- \| \| 1 \| POR \| \| Agustín Marchesín \| Santos Laguna \| \| 22 \| LTD \| \| Paul Aguilar \| Club América \| \| 3 \| DCT \| \| Leiton Jiménez \| Tiburones Rojos de Veracruz \| \| 13 \| DCT \| \| Carlos Salcedo \| Club Deportivo Guadalajara \| \| 16 \| LTI \| \| Adrián Aldrete \| Santos Laguna \| \| 11 \| MED \| \| Néstor Calderón \| Santos Laguna \| \| 4 \| MED \| \| Jesús Molina \| Santos Laguna \| \| 11 \| MED \| \| Damián Álvarez \| Tigres de la UANL \| \| 11 \| EXT \| \| Dorlan Pabón \| CF Monterrey \| \| 10 \| EXT \| \| Matías Alustiza \| Puebla FC \| \| 9 \| DEL \| \| Julio César Furch \| Tiburones Rojos de Veracruz \| \| DT \| DT \| \| Pedro Caixinha \| Santos Laguna \| \| Fuente: Revista Liga Bancomer MX[3] \| \| \| \| \| | Marchesín Aguilar Jiménez Salcedo Aldrete Calderón Molina Álvarez Pabón Alustiza Furch |                      |                   |                             |
| N.º | Pos.                                                                                   | Nac.                 | Jugador           | Equipo                      |
| 1 | POR                                                                                    | Bandera de Argentina | Agustín Marchesín | Santos Laguna               |
| 22 | LTD                                                                                    | Bandera de México    | Paul Aguilar      | Club América                |
| 3 | DCT                                                                                    | Bandera de Colombia  | Leiton Jiménez    | Tiburones Rojos de Veracruz |
| 13 | DCT                                                                                    | Bandera de México    | Carlos Salcedo    | Club Deportivo Guadalajara  |
| 16 | LTI                                                                                    | Bandera de México    | Adrián Aldrete    | Santos Laguna               |
| 11 | MED                                                                                    | Bandera de México    | Néstor Calderón   | Santos Laguna               |
| 4 | MED                                                                                    | Bandera de México    | Jesús Molina      | Santos Laguna               |
| 11 | MED                                                                                    | Bandera de Argentina | Damián Álvarez    | Tigres de la UANL           |
| 11 | EXT                                                                                    | Bandera de Colombia  | Dorlan Pabón      | CF Monterrey                |
| 10 | EXT                                                                                    | Bandera de Argentina | Matías Alustiza   | Puebla FC                   |
| 9 | DEL                                                                                    | Bandera de Argentina | Julio César Furch | Tiburones Rojos de Veracruz |
| DT | DT                                                                                     | Bandera de Portugal  | Pedro Caixinha    | Santos Laguna               |
| Fuente: Revista Liga Bancomer MX |                                                                                        |                      |                   |                             |